# Torymus lythri
Torymus lythri är en stekelart som beskrevs av Boucek 1994. Torymus lythri ingår i släktet Torymus och familjen gallglanssteklar.
Artens utbredningsområde är Österrike. Inga underarter finns listade i Catalogue of Life.